# Перелешин, Павел Александрович
Па́вел Алекса́ндрович Переле́шин (27 июня 1821, усадьба Щетинино, Костромская губерния — 28 февраля 1901, Санкт-Петербург) — адмирал (21.04.1891) русского императорского флота. Ученик адмирала Павла Степановича Нахимова, «деятельный помощник контр-адмиралу Владимиру Ивановичу Истомину в Синопском сражении и при защите Малахова кургана». Почётный гражданин Севастополя. Севастопольский градоначальник, командир порта и комендант (1872—1876). 18 ноября 1898 года в Севастополе, во время открытия памятника адмиралу П. С. Нахимову, он лично рассказывал присутствовавшему на торжестве Николаю II о Синопе и о 349-дневной обороне «Русской Трои». Вполне закономерно, что после кончины адмирала Перелешина император повелел захоронить Павла Александровича в соборе святого Владимира, «дабы тот мог после смерти соединиться со своими боевыми товарищами».

## Биография

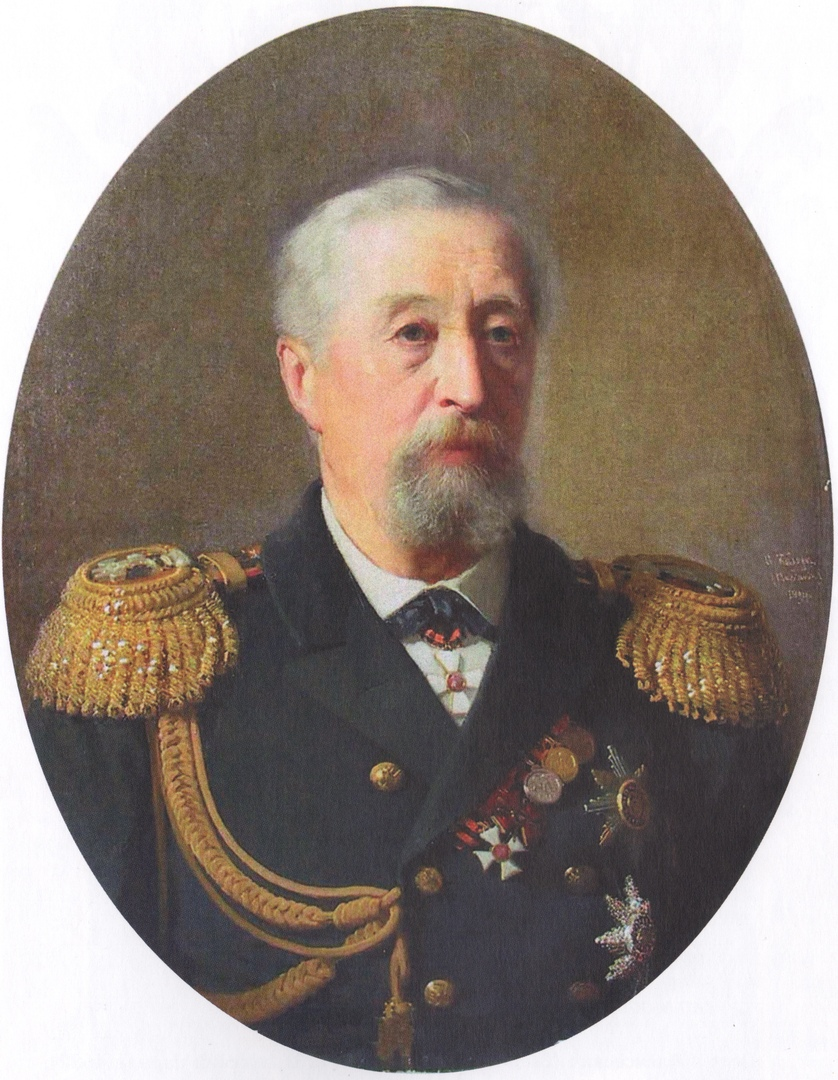
Портрет П.А. Перелешина работы Ивана Кёллера,1894 г.

Павел Александрович Перелешин родился в семье помещика, отставного унтер-лейтенанта Российского флота Александра Леонтьевича Перелешина. В 1832 г. вслед за старшим братом Михаилом поступил кадетом в Морской кадетский корпус, по окончании которого в 1835 году гардемарином отправлен плавать в Балтийское море на фрегате «Нева», а через два года в декабре 1837 года произведён в мичманы с назначением в Черноморский флот.
В 1838—1853 гг. на разных судах флота крейсировал у абхазских берегов, перевозил войска и грузы по черноморским портам, занимался гидрографическими работами. В 1839 г., находясь на линейном корабле «Султан Махмуд», отличился в десантной высадке при взятии местечка Су-баши на Кавказском побережье, за что был удостоен ордена Святой Анны 4-й степени с надписью «За храбрость». В 1840 году занимался съёмкой берегов на шхуне «Забияка». В 1843 г. произведён в лейтенанты, в 1852 г. — в капитан-лейтенанты.
В середине 1853 г. назначен старшим офицером на 120-пушечный линейный корабль «Париж», которым командовал Владимир Иванович Истомин. 18 ноября 1853 года в составе экипажа участвовал в Синопском сражении. Тогда артиллерия «Парижа» взорвала 22-пушечный корвет «Гюли-Севид», потопила 64-пушечный фрегат «Низамие», вывела из строя 56-пушечный фрегат «Дамиад» и повредила турецкую береговую батарею № 5. Вице-адмирал П. С. Нахимов, командовавший эскадрой Черноморского флота в этом сражении, представил капитан-лейтенанта Перелешина «за отличную храбрость и распорядительность по всем частям управления кораблем» к ордену Святого Георгия 4-й степени. Однако эта награда не была утверждена и Павел Александрович наряду с командирами палубных батарей был удостоен ордена Святого Владимира 4-й степени с бантом. Считая эту награду не соответствующей заслугам Перелешина при Синопе, П. С. Нахимов обратился с повторным ходатайством в высшие инстанции. 7 января 1854 года Перелешин был произведён в капитаны 2-го ранга со старшинством от 18 ноября 1853 года, назначен начальником 35-го флотского экипажа и командиром линкора «Париж». Однако линкору «Париж» так и не пришлось покинуть пределы Севастопольской бухты вплоть до своего затопления 28 августа 1855 года, как, впрочем, и другим находившимся там парусным судам Черноморского флота, поскольку с конца марта 1854 года господство в Чёрном море объединённой эскадры Британии и Франции стало подавляющим.

### Оборона Севастополя
С 13 сентября 1854 года Павел Александрович состоял в гарнизоне осаждённого Севастополя. Командовал 3-м морским батальоном, сформированным из команд кораблей «Париж» и «Гавриил», и левым флангом 4-го отделения оборонительной линии. За участие в отражении 1-й бомбардировки Севастополя в октябре 1854 г. награждён орденом Святой Анны 2-й степени, за отличие при вылазке на французские позиции в ночь с 10 на 11.03.1855 произведён в капитаны 1-го ранга. 28.03.1855 был контужен в висок, 26.05.1855 — в голову и руку. В мае 1855 г., представляя Перелешина к награждению орденом Святого Владимира 3-й степени, начальник 4-го отделения капитан 1-го ранга Н. Ф. Юрковский отмечал:

Командуя левым флангом вверенной мне дистанции, несмотря на сильный огонь неприятеля во время бомбардирования, действующего перекрестно с двух сторон, благоразумными распоряжениями своими и хладнокровием, сосредотачивая огонь заведуемых им батарей, неоднократно заставлял молчать неприятельские батареи…

Надобно было видеть ту хладнокровную распорядительность, которой отличался П. А. Перелешин. Командуя правым флангом [Малахова] кургана, он гордо стоял на возвышении, головою выше бруствера, зорко следя за полетом каждого ядра, не обращая никакого внимания на рвавшийся кругом его чугун и свист пролегавших пуль.

После каждого выстрела он громко отдавал приказание повысить или понизить орудие, смотря по полету ядра.— Д. И. Никифоров, офицер Бутырского полка
30.05.1855 назначен начальником образованного 5-го отделения оборонительной линии, включавшего 1-й и 2-й бастионы. 6.06.1855, в день первого штурма укреплений Севастополя, капитан 1-го ранга Перелешин, управляя огнём артиллерии и пехоты, отбил все атаки французов на своём отделении. За умелое командование, храбрость и героизм Походная Дума Георгиевских кавалеров во главе с адмиралом П. С. Нахимовым представила Павла Александровича к ордену Святого Георгия 3-й степени. В документе отмечалось: «В короткий промежуток времени успел сделать очень многое относительно укрепления и вооружения отделения, действуя с такой энергией, что именно ему должно приписать отражение неприятельского приступа на отделение. Во время предшествовавшего штурму усиленного бомбардирования этот штаб-офицер, больной, сильно контуженный камнем в голову, пренебрегая опасностями с истинно героическим самоотвержением, своими благоразумными распоряжениями принял все меры для сбережения людей; 6 июня во время штурма (три атаки были отбиты артиллерией и огнём пехоты) сам управлял огнём артиллерии и был деятельным помощником генерал-майору Свиты ЕИВ Урусову, начальнику пехоты…»
В конце июля 1855 г. награждён орденом Святого Владимира 3-й степени. В середине августа отбыл на отдых в д. Саблы близ Симферополя и более участия в обороне Севастополя не принимал.
Среди других наград за Крымскую войну имел золотое оружие с надписью «За храбрость» (1856 г.). В 1856—1857 годах командовал кораблями «Не тронь меня» и «Владимир», а в 1860 году прикомандирован вследствие плохого состояния здоровья — результат полученных ран — к морскому корпусу.

### Балтийское море
С 16.11.1855 — командир 41-го флотского экипажа и корабля Балтийского флота «Рында». 26 ноября 1855 награждён орденом Святого Георгия 4-й степени за 25 лет выслуги в офицерских чинах (№ 9656 по списку Степанова — Григоровича). В это время Павел и Михаил Перелешины находились в отпуске на родине, где жители Костромы устроили в Дворянском собрании радушный приём своим прославленным землякам.
01.01.1856 награждён золотой саблей с надписью «За храбрость» за героизм при обороне Севастополя.
29.02.1856 император Александр II утвердил постановление Думы Георгиевских кавалеров, сделанное в Севастополе в июне 1855 г., удостоив П. А. Перелишина ордена Святого Георгия 3-й степени «в воздаяние подвигов, оказанных во время обороны Севастополя, где, командуя 5-м отделением оборонительной линии, постоянно отличался мужеством и храбростью и при отражении неприятельского штурма 6 июня 1855 г. находился беспрерывно в брешах, сделанных неприятелем, а также на всех важных пунктах вверенного отделения, и, наконец, отбил неприятеля, который в больших силах атаковал эти важные пункты» (№ 499 по списку Степанова — Григоровича).
В 1856—1859 гг. капитан 1-го ранга П. А. Перелешин командовал на Балтике судами «Не тронь меня» и «Владимир».
С мая 1861 г. служил начальником Бакинской морской станции и капитаном над Бакинским портом, 30 августа 1863 г. произведён в контр-адмиралы. В 1864 г. оставил действительную службу во флоте и в течение двух лет состоял таганрогским градоначальником и главным попечителем Азовского купеческого судоходства. Его достижения на новом поприще были отмечены в 1866 году орденом Святого Станислава 1-й степени и переводом в Санкт-Петербург на должность командира Гвардейского экипажа (11.04.1866 — 08.04.1873). Здесь происходит новый взлёт в карьере Перелешина: 15 октября 1867 г. его назначили в Свиту Его Величества. В 1869 году и 1871 году за «усердно-ревностную службу» награждён орденом Святой Анны 1-й степени и императорской короной к ордену Святой Анны 1-й степени. 1 января 1872 г. Александр II пожаловал Павла Александровича в генерал-адъютанты, а 8 апреля 1873 г. произвёл его в вице-адмиралы.

### Севастопольский градоначальник
13 августа 1873 П. А. Перелешина назначили Севастопольским градоначальником, командиром порта и военным комендантом. Именно при Павле Перелешине стал возрождаться разрушенный войной город. Адмирал добился разрешения на использование Южной бухты для торгового судоходства, открытия в Севастополе отделения государственного банка. По ходатайству Павла Александровича и городского головы М. И. Кази городу ассигновали 300 тыс. рублей на постройку 10 хлебных магазинов. Чтобы добиться выделения Севастополю 50 тыс. рублей на устройство городской больницы и средств на устройство пожарной части, адмирал П. А. Перелешин сам отправился в С.-Петербург. Именно при нём в 1875 г. в г. Севастополь пришёл первый поезд.

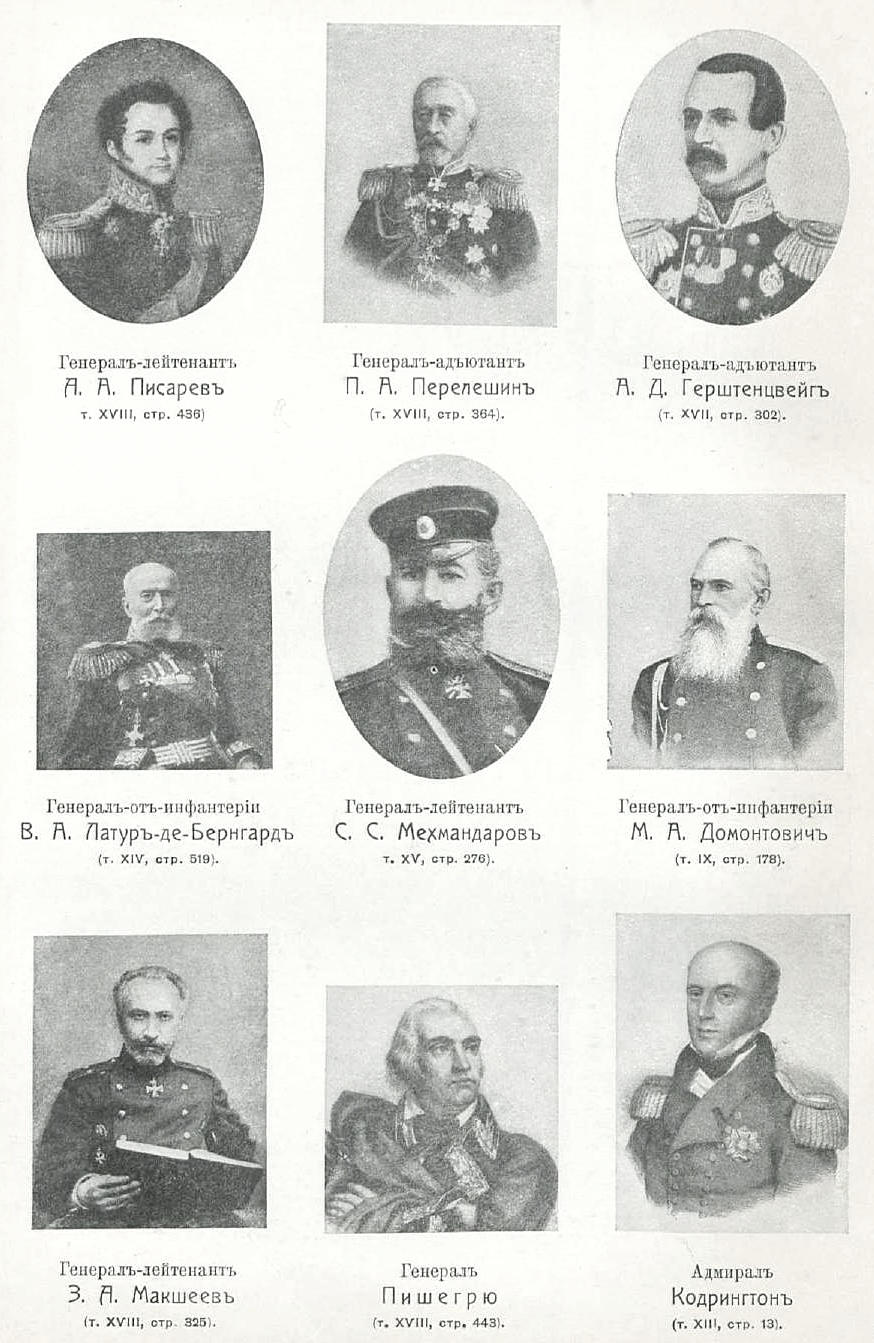
Портрет из «ВЭС»

В 1876 году с Высочайшего соизволения по решению Севастопольской городской думы градоначальнику вице-адмиралу Павлу Перелешину было «поднесено звание Почётного гражданина Севастополя».
1 марта 1876 по болезни Перелешин был уволен с должности Севастопольского градоначальника. За заслуги перед Отечеством в 1876 г. награждён орденом Святого Владимира 2-й степени. 05.10.1879 г. ему было назначено добавочное содержание по чину капитана 2-го ранга в размере годового жалования за участие в отражении 1-й бомбардировки Севастополя 05.10.1854 г.
С 1881 года — директор Инспекторского департамента Морского министерства, член Комитета морских учебных заведений. В том же году удостоен ордена Белого орла. В 1883 г. награждён орденом Святого Александра Невского и назначен членом Адмиралтейств-совета, в 1887 г. получил бриллиантовые знаки к ордену Святого Александра Невского. 21 апреля 1891 г. произведён в полные адмиралы. Удостоен высших наград Российской империи — ордена Святого Владимира 1-й степени (1893) и ордена Святого Апостола Андрея Первозванного (1898).
В июне 1875 года вместе с городским головой Севастополя г-ном М. И. Кази выступил за сохранение оборонных сооружений, возведённых в период героической защиты Севастополя, как исторического памятника. 28 ноября 1875 года Император Александр II разрешил подписку для сбора средств на это мероприятие по всей России.
Явился одним из главных создателей Музея Черноморского Флота в Севастополе, председателем Комитета которого оставался до самой своей кончины.
Вместе с городским головой г-ном М. И. Кази много сделал для возрождения Севастополя, упрочения его благосостояния. Они первые энергично и успешно хлопотали о развитии коммерческого значения города, учредили реальное училище, отделение Государственного банка, добились ассигнования 300 тыс. рублей на постройку 10-ти хлебных городских магазинов, 50 тыс. рублей на постройку больницы и, самое главное по мнению городского руководства, добились предоставления Южной бухты для торгового судоходства.
В 1876 году решением городской Думы Севастополя удостоен почётного звания Почётного гражданина города Севастополя. Как писала крымская газета, сообщавшая о кончине адмирала П. А. Перелешина: «…Во всех делах покойный адмирал принимал самое горячее участие, и его сердечному отношению к нуждам города Севастополь обязан был своим процветанием. Благодарное население, в лице своих представителей — гласных Думы и решило одновременно поднести звание Почётных граждан градоначальнику П. А. Перелешину и городскому голове М. И. Кази. В том же 1876 году на это последовало Высочайшее соизволение» («Крымский вестник», 4 марта 1901 г.).
В 1881 году в чине вице-адмирала и звании генерал-адъютанта (с 1 января 1872 г.) назначен директором инспекторского департамента Морского министерства, а затем членом комитета морских учебных заведений и главного военно-тюремного комитета.
В 1883 году назначен членом адмиралтейств-совета, в начале 1880-х годов возглавлял специальную Комиссию, созданную для составления документа, с целью упорядочения прохождения службы офицерского состава флота. Комиссией под его руководством было разработано «Положение о морском цензе» и «Положение о чинах по Адмиралтейству», утверждённые в 1885 г.
23 декабря 1887 года — пожалованы бриллиантовые знаки к ордену Святого Александра Невского — за пятидесятилетнюю отлично-усердную службу в офицерских чинах.
21 апреля 1891 года произведён в адмиралы. 22 августа 1891 года — вручён «Знак отличия за 50 лет беспорочной службы».
В 1895 году был Высочайше командирован для присутствия при церемонии открытия памятника адмиралу Корнилову на Малаховом кургане.
14 мая 1896 года — в день Священного Коронования Государя Императора Николая II Высочайше пожалован перстнем с портретом Его Императорского Величества.
В «Морском сборнике» за 1858 г. напечатана его статья «Несколько слов о характере П. С. Нахимова».
18 ноября 1898 г., в день 45-летия Синопского сражения Высочайшим именным рескриптом Государя Императора Николая II награждён орденом Св. Апостола Андрея Первозванного.
Тогда же присутствовал в Севастополе при открытии в Высочайшем присутствии памятника адмиралу Нахимову.
Имел все российские ордена и многие иностранные.
Павел Александрович Перелешин был женат на Александре Михайловне Корсаковой, дочери Михаила Матвеевича Корсакова, потомственного дворянина Костромской губернии, отставного коллежского советника, (между прочим, известного декабриста). Женился Павел Александрович в 1858 г. У них было 6 детей, в том числе 2 сына — Михаил и Павел (род. 13 февраля 1865 г.), и 4 дочери — Александра (род. 19 июня 1859 г.), Екатерина (род. 9 октября 1861 г.), Надежда (род. 3 апреля 1863 г.) и Мария (род. 18 мая 1866 г.).
Умер 28 февраля 1901 г. в Санкт-Петербурге.
Брат Павла Александровича, Михаил Александрович, также принимал участие в Севастопольской обороне и был награждён за отличие орденом св. Георгия.

### Похороны
По Высочайшему повелению тело после отпевания 3 марта в столице было перевезено на Николаевский вокзал и отправлено в Севастополь для погребения в храме святого Владимира. Главный командир Черноморского флота и портов адмирал С. П. Тыртов послал вдове покойного телеграмму следующего содержания:

От себя и Черноморских моряков просим принять наше искреннее соболезнование в постигшем Вас глубоком несчастии; неожиданная смерть высокопочитаемого адмирала лишила нас заслуженного старшины Черноморского флота. Портрет покойного адмирала П. А. Перелешина Почетного гражданина Севастополя, был выставлен в здании городской управы, в котором 2 марта 1901 года в 6 часов вечера была совершена панихида по скончавшемся первом градоначальнике Севастополя. Покойный генерал-адъютант, адмирал Перелешин, состоял до своей кончины почетным председателем музея Севастопольской обороны. После смерти это почетное звания взял на себя Великий Князь Александр Михайлович, по распоряжению которого был возложен венок от музея на гроб адмирала Перелешина.
В связи с кончиной Павла Александровича был издан приказ Главного командира Черноморского флота и портов от 4.03.1901:

В среду 7 марта в 6 утра будет привезено в Севастополь по железной дороге тело умершего 28 февраля 1901 г. адмирала П. А. Перелешина. Предлагаю чинам морского ведомства явиться на Севастопольский вокзал в парадной форме, с трауром на левом рукаве. После заупокойной литургии погребение состоится в храме Св. Владимира — по правой стороне, рядом с могилой адмирала Шестакова.
Для участия в похоронной процессии были приглашены проживавшие в Севастополе инвалиды Морского ведомства, защитники Севастополя 1854—1855 гг. и участники Синопского боя. К 7 часам утра 7 марта на вокзал прибыло все флотское и гражданское начальство. После краткой литии из вагона был вынесен гроб, на котором лежала Золотая сабля с надписью «За храбрость», венки. Гроб установили на «колесницу», началось траурное шествие по Вокзальному спуску мимо войск Севастопольского гарнизона. Впереди — духовенство во главе с настоятелем Николаевского собора протоиереем Золотухой, за ними — 3 адмиральских флага, лафет с гробом, за которым шли две дочери покойного. От Вокзального спуска процессия через Екатерининскую улицу по Пологому спуску проследовала на улицу Соборную. Наблюдавший за похоронами корреспондент городской газеты «Крымский вестник» так описал увиденное:

Гроб в храм Св. Владимира внесли градоначальник Федосьев, племянник покойного генерал-майор Перелешин, гласные севастопольской думы К. П. Гаврилов, И. Г. Финченко и др. В нижнем приделе храма под руководством инженер-подполковника Смульского была приготовлена могила. Здесь, как известно, назначены могилы для 18, из коих 2 места уже заняты. Это углубления, заранее приготовленные и закрытые мозаикой. Для адмирала П. А. Перелешина вскрыто углубление рядом с могилой Шестакова. В 10 утра протоиерей Золотуха совершил литургию, затем все духовенство отслужило панихиду и гроб перенесли в нижний придел. У могилы была совершена краткая лития. Гроб опущен в могилу, по желанию супруги покойного туда опустили живые цветы и венки. На могилу временно возложена деревянная доска: «Адмирал П. А. Перелешин, скончался 28 февраля 1901 г.»
На следующий день, 8 марта, в здании музея Севастопольской обороны была совершена панихида по Павлу Перелешину, почётному председателю музея.

## Награды
- Орден Святой Анны 4-й степени с надписью «За храбрость» (1839),
- Орден Святой Анны 3-й степени (5 декабря 1850),
- Орден Святого Владимира 4-й степени с бантом за отличие в Синопском сражении (20 января 1854),
- Орден Святой Анны 2-й степени (1854),
- Орден Святого Владимира 3-й степени (1855),
- Орден Святого Георгия 4-й степени за 25 лет беспорочной выслуги в офицерских чинах (26 ноября 1855),
- Золотая сабля с надписью «За храбрость» (1 января 1856),
- Орден Святого Георгия 3-й степени (29 февраля 1856),
- Орден Святого Станислава 1-й степени (1866),
- Орден Святой Анны 1-й степени (1869),
- Императорская корона к ордену Святой Анны 1-й степени (1871),
- Почётный гражданин Севастополя (1876),
- Орден Святого Владимира 2-й степени (1876),
- Орден Белого Орла (1881),
- Орден Святого Александра Невского (15 мая 1883),
- Бриллиантовые знаки к ордену Святого Александра Невского (23 декабря 1887),
- Орден Святого Владимира 1-й степени (1893),
- Орден Святого апостола Андрея Первозванного (18 ноября 1898).

## Память
С конца XIX в. до 1975 г. в Севастополе была ул. Перелешинская (в честь братьев Павла и Михаила Перелешиных), переименованная затем в ул. Демидова. В 2008 г. Городской совет Севастополя принял решение о присвоении имени адмирала Российского флота П. А. Перелешина новой набережной, которая тянется от яхт-клуба в Мартыновой бухте до набережной Адмирала Клокачева.